# Кам'янська сільська територіальна громада (Закарпатська область)
Кам'янська сільська громада — об'єднана територіальна громада в Україні, в Берегівському районі Закарпатської області. Адміністративний центр — село Кам'янське.
Площа громади —  км², населення —  мешканців (2020).
Утворена 2019 року шляхом об'єднання Арданівської, Кам'янської та Сілецької сільської ради Іршавського району.

## Населені пункти
У складі громади 8 сіл: Арданово, Богаревиця, Воловиця, Дунковиця, Кам'янське, Мідяниця, Сільце, Хмільник.